# Yoan Gouffran
Yoan Gouffran (* 25. Mai 1986 in Villeneuve-Saint-Georges, Frankreich) ist ein französischer Fußballspieler.

## Karriere

### Verein
In den Jahren 2004 bis 2008 spielte Gouffran für die Profimannschaft des SM Caen, nachdem er dort zunächst in der U-19-Mannschaft eingesetzt worden war. Vor der Saison 2008/09 wechselte er für eine Ablösesumme von etwa 6,5 Millionen Euro von Caen nach Bordeaux. Am 30. Mai 2009 erzielte er das entscheidende Tor gegen seinen Ex-Verein SM Caen und sicherte seinem neuen Arbeitgeber somit die Meisterschaft. Caen stieg aufgrund dieser Niederlage ab.
Ende Januar 2013 wechselte Gouffran zum englischen Erstligisten Newcastle United, bei dem er einen Vertrag bis Ende Juni 2017 unterschrieb.
Zur Saison 2017/18 wechselte er zum türkischen Erstligisten Göztepe Izmir.

### Nationalmannschaft
Yoan Gouffran absolvierte bisher 24 Länderspiele für die U-21-Nationalmannschaft Frankreichs, wobei ihm vier Tore gelangen.

## Erfolge
Girondins Bordeaux
- Französischer Supercup-Gewinner: 2008
- Französischer Meister: 2008/09
- Französischer Ligapokalsieger: 2009

Mit Newcastle United
- Meister der EFL Championship und Aufstieg in die Premier League: 2016/17

Mit der französischen U-19-Nationalmannschaft
- U-19-Europameister mit Frankreich 2005